# Kósztasz Kapszósz
Kósztasz Kapszósz (görögül: Κώστας Καψός, a nemzetközi sajtóban Kostas Kapsos; 1949–) ciprusi nemzetközi labdarúgó-játékvezető.

## Pályafutása

### Nemzetközi játékvezetés
A Ciprusi labdarúgó-szövetség Játékvezető Bizottsága (JB) terjesztette fel nemzetközi játékvezetőnek, a Nemzetközi Labdarúgó-szövetség (FIFA) 1986-tól tartotta nyilván bírói keretében. Több nemzetek közötti válogatott és klubmérkőzést vezetett, vagy működő társának partbíróként segített. A ciprusi nemzetközi játékvezetők rangsorában, a világbajnokság-Európa-bajnokság sorrendjében többedmagával a 7. helyet foglalja el 1 találkozó szolgálatával. Az aktív nemzetközi játékvezetéstől 1991-ben búcsúzott.

#### Európa-bajnokság
Az európai-labdarúgó torna döntőjéhez vezető úton Svédországba a IX., az 1992-es labdarúgó-Európa-bajnokságra az UEFA JB játékvezetőként foglalkoztatta.
| Időpont            | Helyszín                     | Mérkőzés típusa           | Mérkőzés         | Eredmény | Nézők száma |
| ------------------ | ---------------------------- | ------------------------- | ---------------- | -------- | ----------- |
| 1990. november 14. | Olimpiai Stadion, Serravalle | előselejtező (2. csoport) | San Marino–Svájc | 0 : 4    | 931         |